# Jean-Pierre Brits
Jean-Pierre Brits (* 2. April 1991 in Johannesburg) ist ein südafrikanischer Squashspieler.

## Karriere
Jean-Pierre Brits spielte 2012 erstmals auf der PSA World Tour und gewann auf dieser bislang einen Titel. Seine höchste Platzierung in der Weltrangliste erreichte er mit Rang 130 im Januar 2019. Mit der südafrikanischen Nationalmannschaft nahm er 2019, 2023 und 2024 an der Weltmeisterschaft teil. Darüber hinaus stand er im südafrikanischen Kader bei den Weltmeisterschaften im Doppel und Mixed 2017 und 2019. 2019 wurde er südafrikanischer Meister.

## Erfolge
- Gewonnene PSA-Titel: 1
- Südafrikanischer Meister: 2019